# Rick Cosnett
Richard James "Rick" Cosnett (Chegutu, Zimbabue, 6 de abril de 1983) es un actor australiano, conocido por haber interpretado a Greg Small en East West 101 y a Eddie Thawne en la serie The Flash.

## Biografía
Rick tiene dos hermanas y es primo del actor Hugh Grant. Nació y creció en Zimbabue pero se mudó a Australia en donde estudió en la prestigiosa escuela QUT "Acting Bachelor Of Fine Arts Graduate".

### Carrera
Comenzó su carrera interpretativa en el año 2004 con la serie Forensic Investigators. En 2007 participó en un episodio de la serie australiana East West 101 donde interpretó a Greg Small.
En el año 2008 apareció como invitado en varios episodios de la serie The New Inventors y en la miniserie The Trojan Horse donde dio vida a Will Tullman. En 2013 se unió al elenco de la quinta temporada de la serie estadounidense The Vampire Diaries donde interpreta al doctor Wes Maxfield.
En 2014 se unió al elenco de la serie The Flash como protagonista semi-antagónico, donde interpreta al oficial Eddie Thawne. En julio de 2015, fue elegido para interpretar de forma recurrente a Elías Harper, un exabogado abiertamente gay que usa su sentido del humor en los casos del FBI en Quantico.

## Filmografía

### Series de televisión
| Año                      | Título                 | Personaje                                  | Notas |
| ------------------------ | ---------------------- | ------------------------------------------ | --- |
| 2004 - 2005              | Forensic Investigators | Mal Henshall                               | 8 episodios |
| 2005                     | HeadLand               | Brad Partridge                             | 3 episodios |
| 2007                     | East West 101          | Greg Small                                 | 1 episodio |
| 2008                     | The Trojan Horse       | Will Tullman                               | 2 episodios (miniserie)                                                                                             |
| 2008 - 2009              | The New Inventors      | Inventor                                   | 5 episodios |
| 2013 - 2014              | The Vampire Diaries    | Dr. Wes Maxfield                           | 12 episodios |
| 2014 - 2017; 2022 - 2023 | The Flash              | Eddie Thawne / Cobalt Blue/ Malcom gilmore | 22 episodios (Principal, Temporada 1) 3 episodios (Invitado, Temporada 2-3) 7 episodios (Recurrente, Temporada 8-9) |
| 2015 - 2016              | Quantico               | Elias Harper                               | 10 episodios |
| 2016                     | Castle                 | Victor Crowne                              | 1 episodio |

### Películas
| Año  | Título                   | Personaje       | Notas                  |
| ---- | ------------------------ | --------------- | ---------------------- |
| 2006 | The Bet                  | Mike Voss       | Secundario             |
| 2008 | The Terrorist            | Rick            | Cortometraje           |
| 2009 | The Neighbour            | Rick            | Cortometraje           |
| 2010 | The Elephant in the Room | Curtis          | Cortometraje           |
| 2012 | The Timing of Love       | Simon           | Cortometraje           |
| 2013 | Continuing Fred          | Brian           | Película de televisión |
| 2014 | Skybound                 | Matt            | Protagonista           |
| 2017 | Happily Never After      | Josh            | Película de televisión |
| 2022 | Master Gardener          | Stephen Collins | Secundario             |

### Productor y escritor
| Año  | Título                   | Trabajo                  | Notas        |
| ---- | ------------------------ | ------------------------ | ------------ |
| 2010 | The Elephant in the Room | Coproductor y Coescritor | Cortometraje |

### Teatro
| Año  | Obra                                            | Personaje             | Director         | Teatro              |
| ---- | ----------------------------------------------- | --------------------- | ---------------- | ------------------- |
| -    | Rev It Up                                       | -                     | Graham Saunders  | -                   |
| -    | Back To Before                                  | -                     | Graham Saunders  | -                   |
| -    | Cats                                            | -                     | James Worner     | -                   |
| -    | Live Acts on Stage                              | -                     | Michael Gow      | -                   |
| -    | Roberto Zucco                                   | El Chulo impaciente   | Sean Mee         | -                   |
| -    | A Winter's Tale                                 | -                     | Jennifer Flowers | -                   |
| -    | The Rocky Horror Show                           | -                     | Karen Krone      | -                   |
| -    | The Three Sisters                               | -                     | Andrew Buchanan  | -                   |
| 2005 | Cunt Pi                                         | -                     | Lleyland Keane   | Old Fitz. Theatre   |
| 2006 | Remember This                                   | -                     | Malcolm Frawley  | Seymour Theatre     |
| 2006 | Birthdays, Christmas and other Family Disasters | Kenny Harris          | Wayne Tunk       | Riverside Theatre   |
| 2007 | Unrequited                                      | Christian Kirkpatrick | Greg Hatton      | Newtown Theatre     |
| 2007 | A Mother's Love                                 | -                     | Alyson Standen   | Newtown Theatre     |
| 2009 | The Herbal Bed                                  | Jack Lane             | Sarah Giles      | New Theatre         |
| 2009 | At That Moment Everything Changed               | -                     | Sarah Doyle      | Old Fitz. Theatre   |
| 2009 | Snugglepot and Cuddlepie                        | -                     | Chris Canute     | Merrigong Theatre   |
| 2010 | Take Me Out                                     | Jugador de Béisbol    | Michael Matthews | Celebration Theatre |
| 2011 | The Lion in Winter                              | Richard I             | Jenny Sullivan   | Alhecama Theatre    |
| 2011 | What's Wrong With Angry?                        | Glen                  | Michael Matthews | Celebration Theatre |